# Lifetype
Lifetype è un CMS scritto in PHP gratuito di per blogging che, nonostante la complessità di alcune parti e la relativamente semplice installazione, permette ottime funzioni di multiblogging, con la creazione di blog separati per ogni utente, autorizzati dall'amministratore per postare.